# RTL Direkt
RTL Direkt (Eigenschreibweise RTL DIREKT) war ein Nachrichtenjournal bei RTL. Die 20-minütige Sendung wurde vom 16. August 2021 bis zum 23. Juli 2025 meist montags bis donnerstags um 22:15 Uhr live aus Berlin ausgestrahlt.

## Konzept
Zum Thema des Tages war ein Gast Gesprächspartner. Es gab einen kurzen Nachrichtenblock zu Beginn und in der Regel eine Reporterarbeit. Für diese waren Linda-Kayleigh Bachem, Juliane Bauermeister und Daniel Spliethoff im Land unterwegs. Über soziale Kanäle wurden Zuschauer, zum Beispiel mit Fragen an den Studiogast, eingebunden.

## Moderation
Hauptmoderator der Sendung war bis zum 30. August 2024 Jan Hofer. Er präsentierte die Sendung drei Wochen im Monat. Eine Woche im Monat und als Vertretung moderierte Pinar Atalay.
Bis zur Einstellung der Sendung war Pinar Atalay die Hauptmoderatorin, mit Lothar Keller als Vertretung. Am 1. Juli 2024 vertrat Maik Meuser erstmalig Atalay, welche krankheitsbedingt ausfiel. [veraltet]
| Moderator/in  | Jahre     | Bemerkungen      |
| ------------- | --------- | ---------------- |
| Pinar Atalay  | 2021–2025 | Hauptmoderatorin |
| Jan Hofer     | 2021–2024 | Hauptmoderator   |
| Lothar Keller | 2024–2025 | Vertretung       |
| Maik Meuser   | 2024      | Vertretung       |

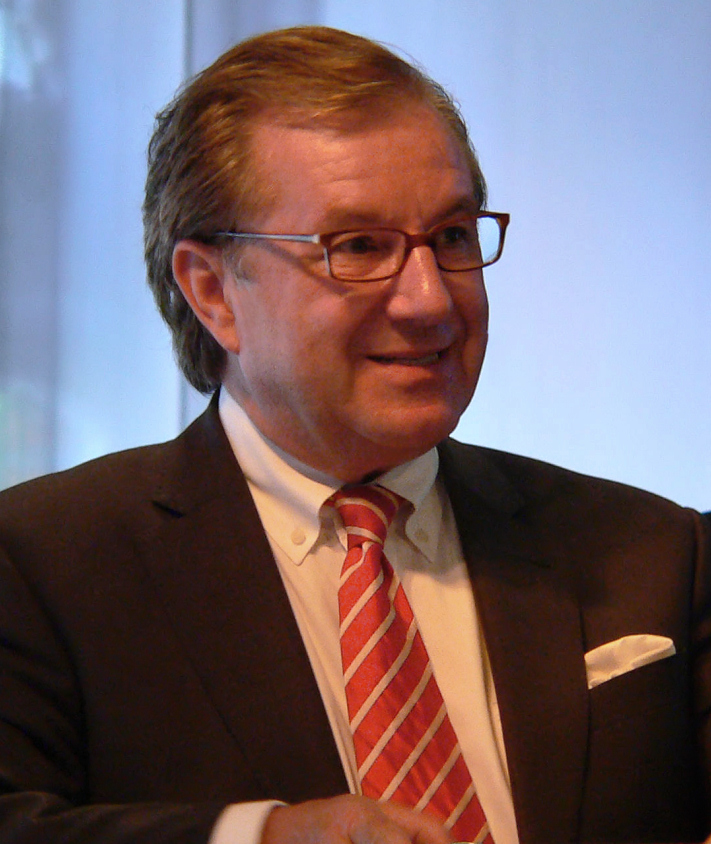
Moderator Jan Hofer
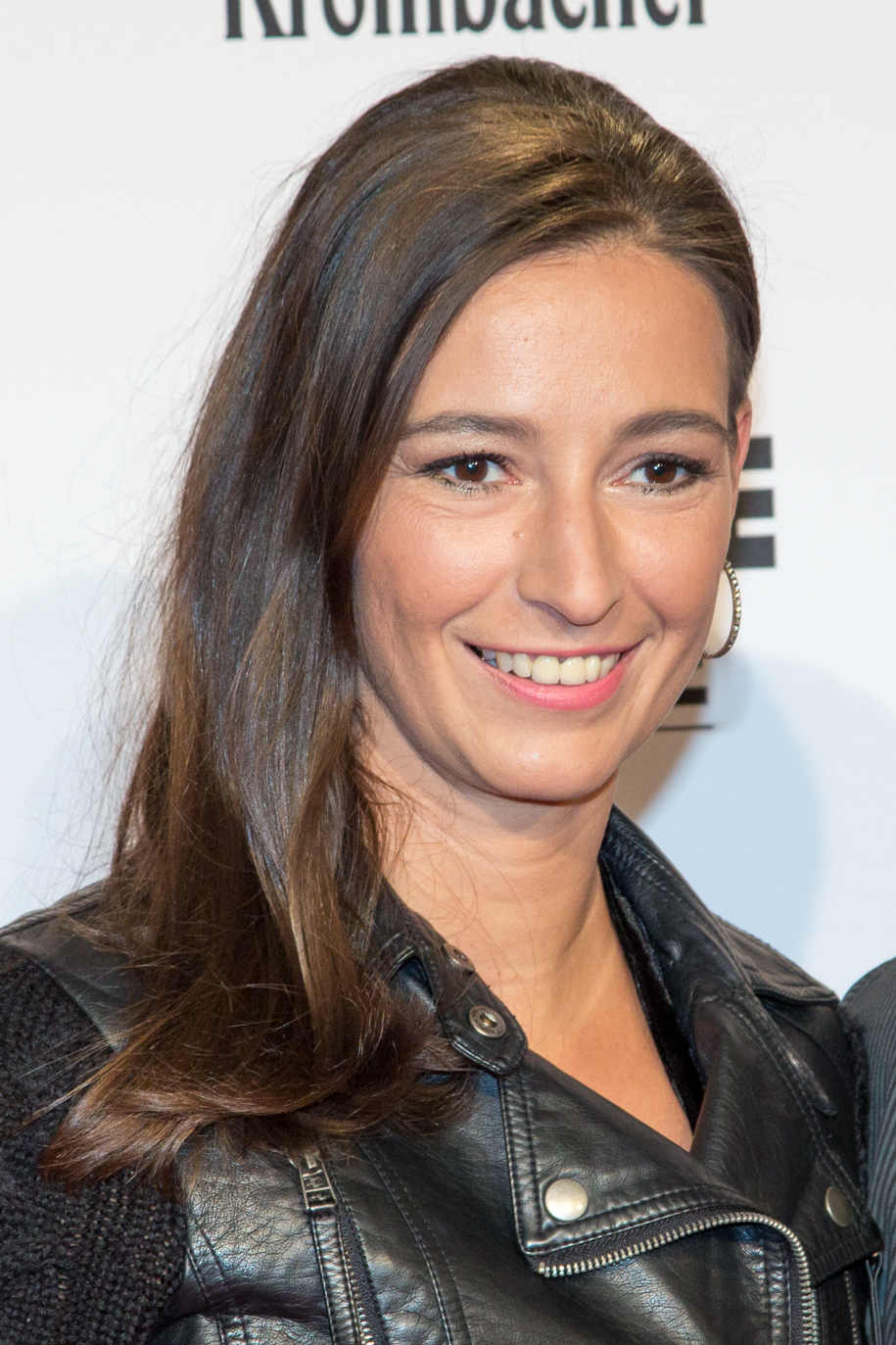
Moderatorin Pinar Atalay

## Kritik
„Die Show vermischt verschiedene Formate wie klassische Nachrichten, Talksendung und sogar Comedy in nur 20 Minuten Sendezeit. […] Die Premiere von ‚RTL Direkt‘ war nicht schlecht, der Mix der verschiedenen Formate und das hohe Tempo sind aber gewöhnungsbedürftig.“